# تشارلز إنجليس
السير تشارلز إدوارد إنجليس ، ( /ˈɪŋɡəlz/ ؛  31 يوليو 1875 - 19 أبريل 1952) مهندس مدني بريطاني. نجل طبيب ، تلقى تعليمه في كلية شلتنهام وحصل على منحة دراسية في كينجز كوليدج ، كامبريدج ، حيث عمل لاحقًا كأكاديمي. أمضى إنجليس فترة عامين مع الشركة الهندسية التي يديرها جون وولف باري قبل أن يعود إلى كينجز كوليدج كمحاضر. من خلال العمل مع الأستاذين جيمس ألفريد يوينغ و بيرترام هوبكنسون، أجرى العديد من الدراسات المهمة حول تأثيرات الاهتزاز على الهياكل والعيوب على قوة ألواح الفولاذ.
خدم إنجليس في المهندسون الملكيون خلال الحرب العالمية الأولى واخترع جسر إنجليس ، وهو نظام جسر فولاذي قابل لإعادة الاستخدام - مقدمة بيلي للجسر الأكثر شهرة في الحرب العالمية الثانية. في عام 1916 ، تم تعيينه مسؤولاً عن تصميم الجسور والإمداد بها في مكتب الحرب ، وكان رائداً مع جيفارد لو كويسن مارتل في استخدام الجسور المؤقتة بالدبابات. تقاعد إنجليس من الخدمة العسكرية عام 1919 وعُين ضابطًا في وسام الإمبراطورية البريطانية . عاد إلى جامعة كامبريدج بعد الحرب كأستاذ ورئيس قسم الهندسة . تحت قيادته ، أصبح القسم الأكبر في الجامعة وواحدًا من أفضل كليات الهندسة في العالم. تقاعد إنجليس من القسم عام 1943.

## حياته والوظيفة
كان تشارلز إنجليس الابن الثاني للدكتور ألكسندر إنجليس ( طبيب عام في ووستر ) وزوجته الأولى فلورنس ، ابنة مالك صحيفة جون فريدريك فيني .  كان شقيقه الأكبر هو المؤرخ جون ألكسندر إنجليس FRSE (زمالة الجمعية الملكية لإدنبرة)  ولد والدهم ألكسندر إنجليس في اسكتلندا لعائلة محترمة - كان جده ، جون إنجليس ، أميرالًا في البحرية الملكية وكان قائدًا لسفينة إتش إم إس <i id="mwPA">بيليكوكس</i> في معركة كامبرداون عام 1797. 
ولد تشارلز إنجليس يوم 31 يوليو 1875. لم يكن متوقع أن يبقى على قيد الحياة وتم تعميده على عجل في غرفة الرسم الخاصة بوالده ؛ توفيت والدته بعد أحد عشر يوما من مضاعفات .  انتقلت عائلته إلى شلتنهام ودرس إنجليس في كلية شلتنهام من 1889 إلى 1894. في سنته الأخيرة ، تم انتخابه رئيسًا يمثل الطلاب الولاد بالمدرسة بالكامل وحصل على منحة لدراسة الرياضيات في كينغز كوليدج ، كامبريدج .   كان إنجليس هو الثاني والعشرون من رانجلر  عندما حصل على بكالوريوس الآداب عام 1897 ؛ مكث لمدة عام رابع ، وحصل على مرتبة الشرف الأولى في العلوم الميكانيكية.   كان إنجليس رياضيًا شغوفًا وكان يتمتع بالجري لمسافات طويلة والمشي وتسلق الجبال والإبحار. في كامبريدج ، كاد أن يحقق اللون الأزرق و هي جائزة للألوان الرياضية يحصل عليها الرياضيون في بعض الجامعات والمدارس في الجري لمسافات طويلة لكنه اضطر إلى الانسحاب من سباق مهم بسبب عضلة مشدودة.  كان أيضًا أحد أتباع فريق جامعة كامبريدج للرجبي ، حيث كان يشاهد مبارياتهم في طريق جرانج . 

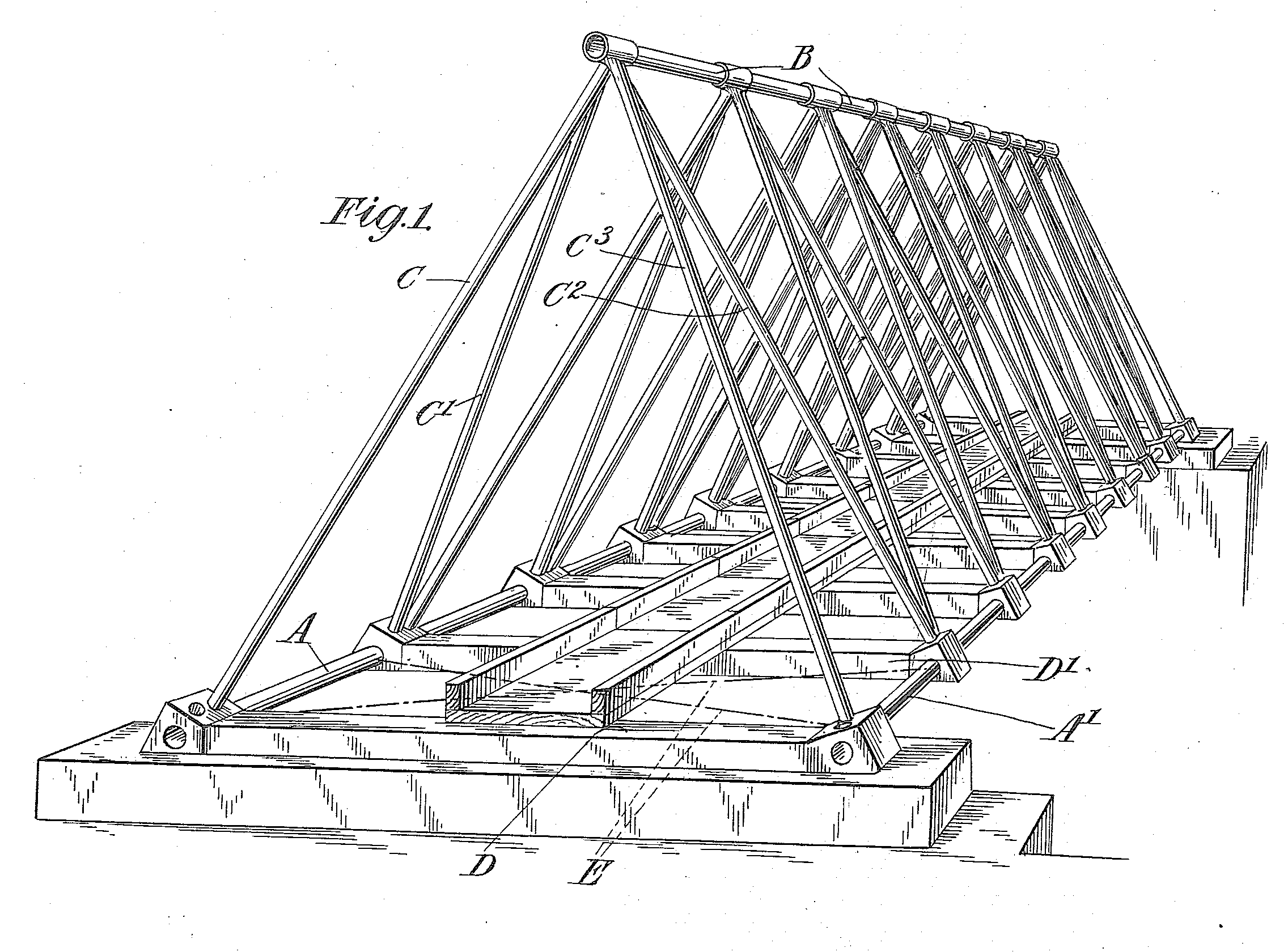
شكل جسر مشاة "هرم" إنجليس

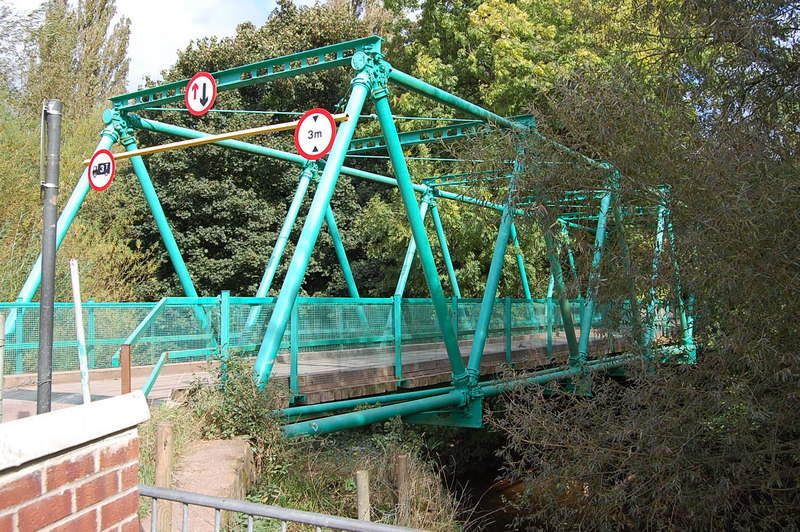
جسر إنجليس الباقي (مارك الثاني) فوق نهر مونو

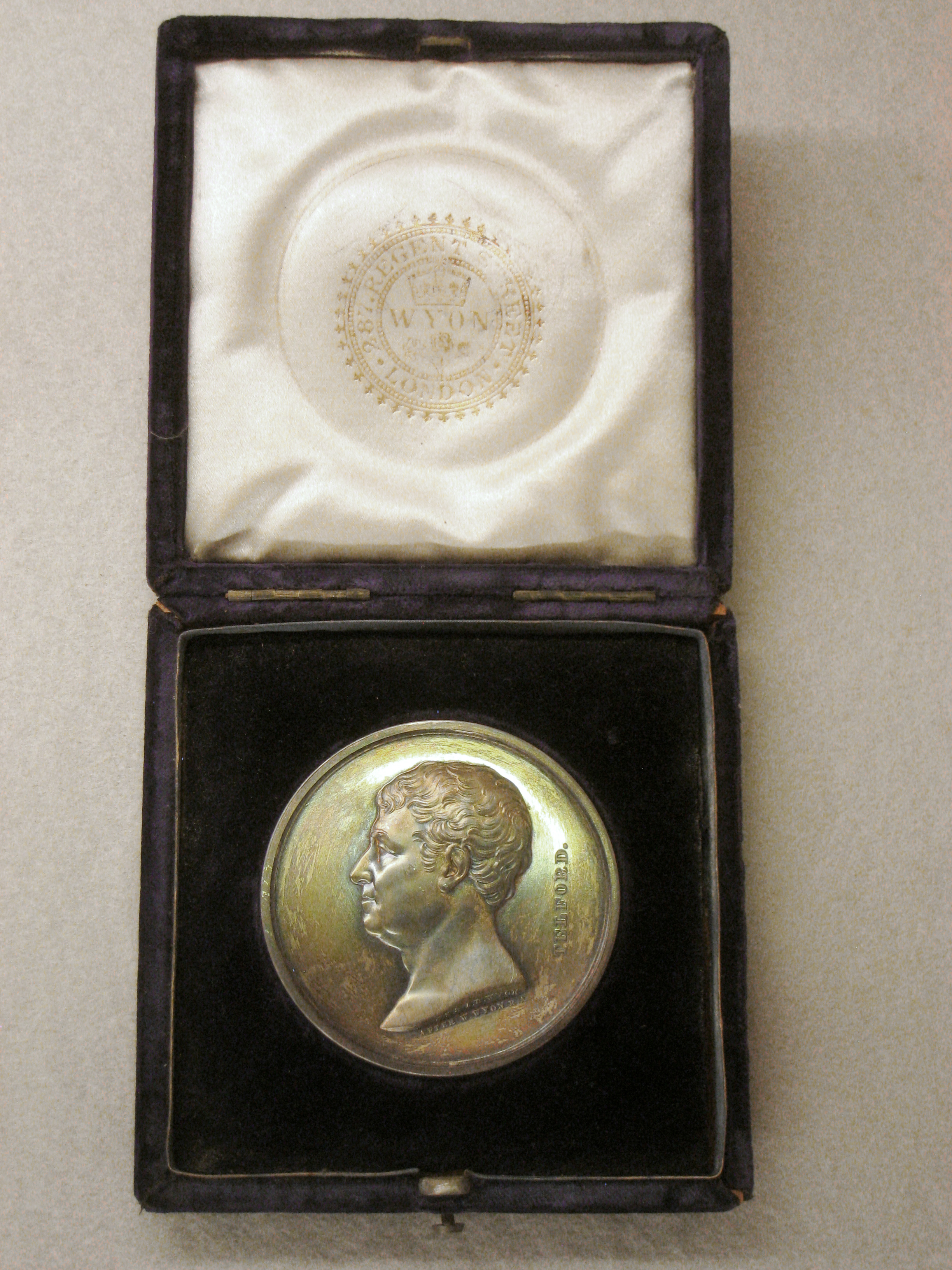
ميدالية تيلفورد من معهد المهندسين المدنيين مثل تلك التي مُنحت لإنجليس في عام 1924